# Asia Rugby Championship 2015 (dywizje)
Asia Rugby Championship 2015 – pierwsza edycja corocznych zawodów organizowanych pod auspicjami Asia Rugby dla azjatyckich męskich reprezentacji rugby union. Turnieje w ramach niższych od Top 3 dywizji odbywały się od kwietnia do czerwca 2015 roku.

## System rozgrywek
Od 2015 roku azjatyckie rozgrywki zostały zreorganizowane. W 2014 roku z Top 5 relegowane zostały dwa zespoły, bowiem w najwyższej klasie rozgrywkowej trzy zespoły miały rywalizować systemem ligowym.
Odbyło się pięć zawodów. Dywizja 1 rywalizowała w formie turnieju play-off – zwycięzcy półfinałów walczyli o triumf w zawodach i jednocześnie prawo występu w barażach, przegrani zaś z tych meczów o utrzymanie się w tej klasie rozgrywek. Pozostałe dywizje rozgrywały zawody systemem kołowym – zwycięzca meczu zyskiwał pięć punktów, za remis przysługiwały trzy punkty, porażka nie była punktowana, a zdobycie przynajmniej czterech przyłożeń lub przegrana nie więcej niż siedmioma punktami premiowana była natomiast punktem bonusowym. 

## Dywizja 1
Turniej Dywizji 1 odbył się na nowo zbudowanym Philippines Sports Stadium w ciągu dwóch meczowych dni pomiędzy 6 a 9 maja 2015 roku i wzięły w nim udział cztery zespoły rywalizujące systemem pucharowym. W finale spotkali się spadkowicze z ubiegłorocznego Top 5, a w nim lepsi od Filipińczyków, uzyskując tym samym prawo do udziału w barażu, okazali się reprezentanci Sri Lanki. Spadek po dwóch porażkach zanotowali zaś Singapurczycy.
|  |             |            |           |                   |    |           |           |       |
|  | Półfinały   | Półfinały  | Półfinały |                   |    | Finał     | Finał     | Finał |
|  | Półfinały   | Półfinały  | Półfinały |                   |    | Finał     | Finał     | Finał |
|  | 6 maja 2015 |            |           |                   |    |           |           |       |
|  |             |            |           |                   |    |           |           |       |
|  | Sri Lanka   | Sri Lanka  | 35        |                   |    |           |           |       |
|  | Sri Lanka   | Sri Lanka  | 35        | 9 maja 2015       |    |           |           |       |
|  | Kazachstan  | Kazachstan | 14        |                   |    |           |           |       |
|  | Kazachstan  | Kazachstan | 14        |                   |    | Sri Lanka | Sri Lanka | 27    |
|  | 6 maja 2015 |            |           |                   |    | Sri Lanka | Sri Lanka | 27    |
|  |             |            | Filipiny  | Filipiny          | 14 |           |           |       |
|  | Filipiny    | Filipiny   | Filipiny  | Filipiny          | 14 | 20        |           |       |
|  | Filipiny    | Filipiny   |           |                   |    |           |           |       |
|  | Singapur    | Singapur   | 17        |                   |    |           |           |       |
|  | Singapur    | Singapur   | 17        | Mecz o 3. miejsce |    |           |           |       |
|  |             |            |           |                   |    |           |           |       |
|  | 9 maja 2015 |            |           |                   |    |           |           |       |
|  |             |            |           |                   |    |           |           |       |
|  | Kazachstan  | Kazachstan | 32        |                   |    |           |           |       |
|  | Kazachstan  | Kazachstan | 32        |                   |    |           |           |       |
|  | Singapur    | Singapur   | 12        |                   |    |           |           |       |
|  | Singapur    | Singapur   | 12        |                   |    |           |           |       |

Półfinały
| 6 maja 201514:00 | Sri Lanka | 35:14(22:7) | Kazachstan | Philippines Sports Stadium, Manila |
| 6 maja 201514:00 |           | 35:14(22:7) |            | Philippines Sports Stadium, Manila |

| 6 maja 201516:00 | Filipiny | 20:17(0:10) | Singapur | Philippines Sports Stadium, Manila |
| 6 maja 201516:00 |          | 20:17(0:10) |          | Philippines Sports Stadium, Manila |

Mecz o 3. miejsce
| 9 maja 201516:00 | Kazachstan | 32:12 | Singapur | Philippines Sports Stadium, Manila |
| 9 maja 201516:00 |            | 32:12 |          | Philippines Sports Stadium, Manila |

Finał
| 9 maja 201518:00 | Sri Lanka | 27:14(21:11) | Filipiny | Philippines Sports Stadium, Manila |
| 9 maja 201518:00 |           | 27:14(21:11) |          | Philippines Sports Stadium, Manila |

## Dywizja 2
Turniej Dywizji 2 odbył się w Kuala Lumpur w ciągu trzech meczowych dni pomiędzy 10 a 16 maja 2015 roku i wzięły w nim udział cztery zespoły rywalizujące systemem kołowym. We wszystkich trzech spotkaniach niepokonana okazała się reprezentacja Malezji.
| 10 maja 201515:00 | Zjednoczone Emiraty Arabskie | 53:22 | Tajlandia | Petaling Jaya Stadium, Kuala Lumpur |
| 10 maja 201515:00 |                              | 53:22 |           | Petaling Jaya Stadium, Kuala Lumpur |

| 10 maja 201517:00 | Chińskie Tajpej | 13:46 | Malezja | Petaling Jaya Stadium, Kuala Lumpur |
| 10 maja 201517:00 |                 | 13:46 |         | Petaling Jaya Stadium, Kuala Lumpur |

| 13 maja 201515:00 | Chińskie Tajpej | 29:24 | Tajlandia | Petaling Jaya Stadium, Kuala Lumpur |
| 13 maja 201515:00 |                 | 29:24 |           | Petaling Jaya Stadium, Kuala Lumpur |

| 13 maja 201517:00 | Zjednoczone Emiraty Arabskie | 19:20 | Malezja | Petaling Jaya Stadium, Kuala Lumpur |
| 13 maja 201517:00 |                              | 19:20 |         | Petaling Jaya Stadium, Kuala Lumpur |

| 16 maja 201515:00 | Zjednoczone Emiraty Arabskie | 16:12 | Chińskie Tajpej | Petaling Jaya Stadium, Kuala Lumpur |
| 16 maja 201515:00 |                              | 16:12 |                 | Petaling Jaya Stadium, Kuala Lumpur |

| 16 maja 201517:00 | Malezja | 53:7 | Tajlandia | Petaling Jaya Stadium, Kuala Lumpur |
| 16 maja 201517:00 |         | 53:7 |           | Petaling Jaya Stadium, Kuala Lumpur |

## Dywizja 3

### Dywizja 3 Zachód
Turniej zachodniej Dywizji 3 odbył się w libańskim mieście Dżunija w ciągu trzech meczowych dni pomiędzy 10 a 16 maja 2015 roku i wzięły w nim udział cztery zespoły rywalizujące systemem kołowym. W zawodach zwyciężyła niepokonana reprezentacja Libanu.
| 14 kwietnia 201519:30 | Liban | 71:3 | Jordania | Fouad Shehab Stadium, Dżunija |
| 14 kwietnia 201519:30 |       | 71:3 |          | Fouad Shehab Stadium, Dżunija |

| 16 kwietnia 201518:30 | Iran | 49:3 | Jordania | Fouad Shehab Stadium, Dżunija |
| 16 kwietnia 201518:30 |      | 49:3 |          | Fouad Shehab Stadium, Dżunija |

| 18 kwietnia 201518:30 | Iran | 8:27 | Liban | Fouad Shehab Stadium, Dżunija |
| 18 kwietnia 201518:30 |      | 8:27 |       | Fouad Shehab Stadium, Dżunija |

### Dywizja 3 Centrum
Turniej centralnej Dywizji 3 miał odbyć się w Taszkencie w ciągu trzech meczowych dni pomiędzy 24 a 30 maja 2015 roku z udziałem trzech zespołów rywalizujące systemem kołowym, ostatecznie jednak Indie i Uzbekistan rozegrały między sobą dwumecz, w którym lepsi okazali się gospodarze.
| 27 maja 201517:00 | Uzbekistan | 8:31 | Indie | Dustlik, Taszkent |
| 27 maja 201517:00 |            | 8:31 |       | Dustlik, Taszkent |

| 30 maja 201517:00 | Indie | 15:32 | Uzbekistan | Dustlik, Taszkent |
| 30 maja 201517:00 |       | 15:32 |            | Dustlik, Taszkent |

### Dywizja 3 Wschód
Turniej wschodniej Dywizji 3 odbył się w Dżakarcie w ciągu trzech meczowych dni pomiędzy 7 a 13 czerwca 2015 roku i wzięły w nim udział trzy zespoły rywalizujące systemem kołowym. W zawodach zwyciężyła niepokonana reprezentacja Guamu.
| 7 czerwca 201515:00 | Guam | 17:6(10:6) | Indonezja | Jakarta Intercultural School, Dżakarta |
| 7 czerwca 201515:00 |      | 17:6(10:6) |           | Jakarta Intercultural School, Dżakarta |

| 10 czerwca 201515:00 | Chiny | 17:34 | Guam | Jakarta Intercultural School, Dżakarta |
| 10 czerwca 201515:00 |       | 17:34 |      | Jakarta Intercultural School, Dżakarta |

| 13 czerwca 201515:00 | Indonezja | 21:47 | Chiny | Jakarta Intercultural School, Dżakarta |
| 13 czerwca 201515:00 |           | 21:47 |       | Jakarta Intercultural School, Dżakarta |